# 龙皮
11°01′S 33°52′E / 11.017°S 33.867°E
龍皮（Rumphi）是非洲東南部國家馬拉維的城市，也是龍皮縣的首府，位於該國北部尼卡高原南端，海拔高度1,200米，該地區大量種植煙草，鎮上有醫院、超級市場和銀行，2008年人口27,988。